# Otto Becker
Otto Becker (Duisburg, 3 dicembre 1958) è un cavaliere tedesco, campione olimpico nell'Equitazione nel 2000, in seguito allenatore della nazionale olimpica.

## Biografia
Oltre alle due medaglie olimpiche vanta una ai mondiali e due agli europei. Tutte e cinque, comunque, sempre conquistate con la squadra tedesca e mai a livello individuale.
È stato sposato con la collega amazzone tedesca e quattro volte campionessa olimpica Nicole Uphoff dal 1994 al 1998. La Uphoff ha vinto i suoi quattro titoli (doppietta nel dressage individuale ed a squadre a Seul 1988 e Barcellona 1992), prima del matrimonio con Becker.

## Palmarès
| Anno | Manifestazione  | Sede   | Evento                   | Risultato |
| ---- | --------------- | ------ | ------------------------ | --------- |
| 2000 | Giochi olimpici | Sydney | Salto ostacoli a squadre | Oro       |
| 2004 | Giochi olimpici | Atene  | Salto ostacoli a squadre | Bronzo    |